# Đội tuyển Fed Cup Costa Rica
Đội tuyển Fed Cup Costa Rica đại diện Costa Rica ở giải đấu quần vợt Fed Cup và được quản lý bởi Liên đoàn Quần vợt Costa Rica.

## Lịch sử
Costa Rica tham gia kì Fed Cup đầu tiên vào năm 1992.  Thành tích tốt nhất của họ là về đích thứ 4 ở Nhóm II năm 2001.